# Schobse
Die Schobse ist ein Bach im Ilm-Kreis in Thüringen. Sie ist ca. 10 km lang. Die Schobsequelle liegt am Großen Dreiherrenstein bei Frauenwald im Thüringer Wald. Sie fließt in nordöstlicher Richtung weiter nach Gehren, wo sie in die Wohlrose mündet.
Im Schobsetal oberhalb von Gehren befindet sich ein Bergwerk zum Abbau von Flussspat. Es wurde 1991 stillgelegt, 2005 jedoch wieder eröffnet, da der Weltmarktpreis für Spat in diesem Zeitraum erheblich anstieg und ein erneuter Abbau wieder lohnend erschien. Im Jahre 2010 wurde das Bergwerk wieder stillgelegt, ohne dass Flussspat gefördert wurde. 
Zwischen der Schobsemühle und der Stadt Gehren überquert die ICE-Strecke Nürnberg–Erfurt den Bach auf der 87 Meter langen Schobsetalbrücke. 
Das Gewässer wird im 15. Jahrhundert als Schobisse erstmals schriftlich erwähnt. Möglicherweise leitet sich der Name vom germanischen Verb *skeub-a- „schieben“ ab und nahm vielleicht Bezug auf den Abbau von Flussspat.